# Equipo de Reservas del Club Sport Huancayo
El Equipo de Reservas del Club Sport Huancayo es el más alto de los equipos juveniles de la Sport Huancayo. Juega desde el año 2025 en la Liga 3, la tercera categoría del fútbol nacional. Es el segundo equipo del club después de la escuadra principal.

## Historia

### Participación en temporadas 2010-2016
Durante su participación en las primeras 7 temporadas del Torneo de Reservas, el club huancaíno tuvo campañas regulares, presentando temporadas que en las que se posicionaba desde el 14° puesto (2014) hasta otras con mejor desempeño, donde obtuvo el séptimo puesto, como las temporadas 2015 y 2016.

### Campeón en el 2017 y acceso a la Copa Libertadores
A inicio de la temporada 2017 se desarrolló el Torneo de Verano, torneo en el cual el rojo matador fue parte del Grupo B, dicho grupo finalizó tras 14 fechas teniendo como líder al representante de Junín con un total de 29 puntos, puntos que le permitieron escalar al segundo escaño de la Tabla Acumulada (sumatoria de grupo A y B) y así conseguir un punto de bonificación para lo que restaba de la temporada.
Ya para el 3 de diciembre de dicho año, con un Torneo Apertura finalizado y el desarrollo de la última fecha del Torneo Clausura, el club de Huancayo logró ser campeón por un gol de diferencia en la Tabla Acumulada, esto tras el empate a 0 ante FBC Melgar en el Mariano Melgar y pese a la victoria de Sporting Cristal ante Unión Comercio por 3 a 2.
Gracias a este título el segundo equipo del Club Sport Huancayo obtubo la bonificación de 2 puntos en la Tabla Acumulada del Campeonato Descentralizado 2017, como también el acceso a la Copa Libertadores Sub-20 de 2018.

### Performance y lucha por el título (2018-2023)
Tras el título, el rojo matador continuó en la disputa por obtener otro galador, contando con temporadas considerables en las que se encontró a puertas de unas semifinales (2023), la participación en estas (2022) y un subcampeonato (2019), donde solo fue ajeno al título por una diferencia de 2 puntos.

### Ascenso a Liga 3 2025
En la primera fase del Torneo de Reservas 2024 consiguió 26 puntos en grupo de la Zona Sur, puntaje que lo aseguró en los octavos de final del torneo. En octavos de final eliminó al Atlético Grau con un marcador de 3 a 0, trinufo que le permitió pasar a cuartos de final del torneo y obtener uno de los cupos a la primera edición de la Liga 3 2025. Ya en cuartos de final tocó enfrentar a Universitario, donde quedaría eliminado con un global de 4 a 3 en contra.

## Estadio
El Equipo de Reservas del Club Sport Huancayo juega de local en el estadio Estadio Huancayo el cual se encuentra ubicado en la ciudad homónima en la Provincia de Junín, este recinto es usado en la actualidad por el club en su participación en la Liga 3 2025.

## Palmarés

### Torneos nacionales
| Competición              | Títulos | Subcampeonatos |
| ------------------------ | ------- | -------------- |
| Torneo de Reservas (1/1) | 2017.   | 2019.          |